# 武阶郡
武阶郡，中国南北朝时设置的郡。
北魏置武阶郡，隶属于南秦州。治所在北部县（今甘肃陇南市武都区东南大岸庙村福津沟），辖境相当今甘肃省康县和陇南市武都区东南部、文县东北部。下辖北部县、南五部县（今武都区枫相乡老盘堤村东200米）、赤万县（今武都区佛崖乡东古城村南200米）。北部县改名翫当县，西魏翫当县改名覆津县，南五部县改名盘堤县。北周属武州，废除赤万县。隋文帝开皇三年（583年）废除武阶郡，覆津县、盘堤县直属武州。